# Sergio García Ortiz
Sergio García Ortiz (n. Barcelona; 9 de octubre de 1989) es un deportista español que compite en natación.
Su especialidad es el estilo de braza y las pruebas de estilos.
Participó en los Juegos Olímpicos de Pekín 2008 en la categoría de 200 m braza.
- Datos: Q6125453